# Phước Minh, Bù Gia Mập
Phước Minh là một xã thuộc huyện Bù Gia Mập, tỉnh Bình Phước, Việt Nam.

## Địa lý
Xã Phước Minh nằm ở phía tây bắc huyện Bù Gia Mập, có vị trí địa lý:
- Phía đông giáp xã Phú Nghĩa
- Phía tây và phía bắc giáp huyện Bù Đốp
- Phía nam giáp các xã Bình Thắng và Đa Kia.

Xã có diện tích 65,33 km², dân số năm 2008 là 7.430 người, mật độ dân số đạt 114 người/km².

## Lịch sử
Xã Phước Minh được thành lập vào ngày 1 tháng 3 năm 2008 trên cơ sở điều chỉnh 6.532,71 ha diện tích tự nhiên và 7.430 của xã Đa Kia. Khi mới thành lập, xã trực thuộc huyện Phước Long cũ.
Từ ngày 11 tháng 8 năm 2009, xã trực thuộc huyện Bù Gia Mập như hiện nay.